# طريق الرعد للإنتاج
طريق الرعد للإنتاج (بالإنجليزية:Thunder Road Prodaction) هي شركة تمويل وإستثمار وإنتاج وتعد الشركة التاسعة على مستوى العالم في إنتاج الأفلام وتوزيعها بدأت بالتعاون مع شركة وارنر برذرز في عام 2009.